# Mecanoscrit del segon origen (sèrie de televisió)
Mecanoscrit del segon origen és una sèrie de televisió de TV3 basada en la novel·la homònima de Manuel de Pedrolo i dirigida per Ricard Reguant. Fou la primera sèrie produïda per TV3, estrenada el desembre del 1985 i molt ben rebuda per l'audiència. Se'n van emetre sis episodis de mitja hora.

## Argument
Uns extraterrestres han mort gairebé tots els habitants de la Terra. Han pogut sobreviure una noia de setze anys, l'Alba, i un nen de deu, en Dídac. Tots dos junts intentaran sobreviure.

## Repartiment
- Àgueda Font com a Alba.
- Guillem d'Efak com a Dídac (nen).
- Moisès Torner com a Dídac (jove).

## Producció
Als anys vuitanta Ricard Reguant era realitzador a TV3 i va proposar a la cadena d'adaptar la novel·la de Pedrolo en una sèrie de televisió. Es va preparar un pressupost inicial de dotze milions de pessetes, que va acabar sent de vint milions. Per a trobar l'actriu que interpretaria l'Alba, la protagonista, es van convocar unes proves on van assistir més de 200 noies. Tot i això, l'actriu que acabaria apareixent en pantalla, Àgueda Font, la va trobar per casualitat Reguant quan sortia del teatre i la va veure al carrer; va rebre també el vistiplau del mateix Pedrolo.
Per a les escenes de la Barcelona destruïda es construïren maquetes. Altres escenes de destrucció es van rodar en un poble en ruïnes d'ençà de la Guerra civil espanyola, Belchite. El rodatge va durar unes set setmanes i va passar també per diversos punts de Catalunya i Mallorca. Els actors van ser doblats. Manuel de Pedrolo va revisar el guió de la sèrie i insistí perquè es mantinguessin les referències als extraterrestres, contra el criteri de Reguant, que volia que l'origen de la catàstrofe fos un incident nuclear provocat pels humans. Posteriorment estigué en desacord amb algunes escenes.